# Потенциометрия
Потенциометрия — метод определения различных физико-химических величин, основанный на измерении электродвижущих сил (ЭДС) обратимых гальванических элементов. Иначе говоря, зависимость равновесного потенциала электрода от активности концентраций определяемого иона, описываемая уравнением Нернста. Широко применяют потенциометрию в аналитической химии для определения концентрации веществ в растворах (потенциометрическое титрование), для измерения рН.